# Luegu
Luegu ist ein Verwaltungsbezirk (Ward) des Distrikts Namtumbo in der tansanischen Region Ruvuma.

## Geografie
Luegu liegt im Südwesten von Tansania etwa 40 Kilometer Luftlinie nordöstlich der Regionshauptstadt Songea. Der Bezirk grenzt im Norden und Osten an Namtumbo, im Südosten an Luchili und im Westen an Litola. Bei der Volkszählung 2022 lebten 10.050 Menschen in 2190 Haushalten auf einer Fläche von 138 Quadratkilometern.

## Gliederung
Der Bezirk besteht aus vier Gemeinden (Mtaa) mit 24 Orten (Kitongoji):
| Luegu - Namikurumo - Luegu A - Luegu B - Kipungu - Matarawe | Mtwara Pachani - Mtwara Pachani - Mtwara Madukani - Nahoro A - Nahoro B - Ukiwayuyu | Ukiwayuyu - Kipungu - Ukiwayuyu - Lighano - Mikwangwa | Nahoro - Misufini - Godauni - Kijijini - Miembeni - Majengo - Uyaoni - Msikitini - Mabatini - Litepeka - Mlambichuma |

## Infrastruktur
- Bildung: Die Luna Secondary School ist eine öffentliche, weiterführende Tagesschule mit einer Ausbildung bis zur 4. Stufe.[8]
- Gesundheit: Im Bezirk gibt es eine staatliche Apotheke, die auch kleine chirurgische Eingriffe durchführt.[9]
- Verkehr: Durch Luegu verläuft die asphaltierte Nationalstraße T6, die von Songea im Westen bis nach Mtwara am Indischen Ozean führt.[10]